# Ricardo Souza Silva
Ricardo Souza Silva, mais conhecido como Ricardinho (São Paulo, 26 de novembro de 1975), é um treinador e ex-futebolista brasileiro que atuava como meia. Atualmente comanda a Portuguesa-Santista

## Carreira
Ricardinho começou sua carreira atuando pelo Nacional/SP.
Depois, rodou por vários clubes sem conseguir muito destaque. Conseguiu se destacar atuando pelo Paulista, onde foi campeão da Copa do Brasil de 2005.
Após, atuou pelo Palmeiras e Internacional.
Em 2007, transferiu-se para o Botafogo, onde era reserva no time de Cuca.
Em 2008, se transferiu para o Vitória, onde era reserva imediato. Insatisfeito, decidiu deixar o clube no final do ano, num acordo amigável.
Foi para o Guaratinguetá e logo depois transferiu-se para o Avaí. Do Avaí, após ser pouco aproveitado no Campeonato Brasileiro, foi emprestado ao Vila Nova para a disputa da Série B.
Para a temporada de 2010, Ricardinho foi apresentado como reforço do Sport de Recife. Sem ser muito aproveitado no clube nordestino, Ricardinho é transferido para o Brasil de Pelotas para a disputa do Campeonato Brasileiro da Série C.

## Títulos
São Paulo
- Campeão Paulista: 2000

Paulista
- Copa do Brasil: 2005

Vitória
- Campeonato Baiano: 2008

Sport
- Campeonato Pernambucano: 2010

Botafogo
Taça Rio: 2007

### Títulos Individuais
- Prêmio Belfort Duarte: 2008